# Alma (Livro de Mórmon)
Alma, ou Alma, o pai (173 a.C. e 91 a.C.), é um personagem do Livro de Mórmon. Um profeta nefita.
É chamado Alma, o pai para diferenciá-lo de seu filho de mesmo nome. Os termos Alma, o pai e Alma, o filho não são encontrados no Livro de Mórmon, mas são usados por estudiosos do livro para distinguir o pai do filho, uma vez que ambos são personagens proeminentes.
De acordo com o Livro de Mórmon, Alma, foi um sacerdote iníquio da corte do também iníquo rei Noé convertido após a pregação de Abinádi, o profeta perante a corte. Era descendente direto de Néfi.
Narra o livro que Alma se arrependeu de sua corrupção durante o discurso de Abinádi, suplicando por sua vida. Passou a pregar arrependimento após a execução de Abinádi, e por isso foi expulso da corte. Escondido, começou a pregar as palavras que ouvira de seu mestre, o que surtiu efeito maior que a própria pregação de Abinádi, provocando a ira de seu antigo protetor, o rei Noé. Segundo o Livro de Mórmon, teria sido Alma quem registrou as palavras de Abinádi perante o rei Noé.
Perseguido, Alma e aqueles que creram em suas palavras acabaram por se refugiar em uma região chamada Águas de Mórmon. Foi lá que Alma convocou seus seguidores a batizarem-se como demonstração de sua disposição em "entrar no rebanho de Deus". No Livro de Mórmon, le-se:
| “ | 8. E aconteceu que ele [Alma] lhes disse: Eis aqui as águas de Mórmon (pois assim eram chamadas); e agora, sendo que desejais entrar no rebanho de Deus e ser chamados seu povo; e sendo que estais dispostos a carregar os fardos uns dos outros, para que fiquem leves; 9. Sim, e estais dispostos a chorar com os que choram; sim, e consolar os que necessitam de consolo e servir de testemunhas de Deus em todos os momentos e em todas as coisas e em todos os lugares em que vos encontreis, mesmo até a morte; para que sejais redimidos por Deus e contados com os da primeira ressurreição, para que tenhais a vida eterna — 10. Agora vos digo que, se for este o desejo de vosso coração, o que vos impede de serdes batizados em nome do Senhor, como um testemunho, perante ele, de que haveis feito convênio com ele de servi-lo e guardar seus mandamentos, pra que ele possa derramar seu Espírito com mais abundância sobre vós? | ” |

Com o grupo de seguidores, Alma instituiu uma Igreja e habitou na terra de Helã, onde fundou uma cidade bastante próspera a princípio, mas logo subjulgada pelos lamanitas. Depois de alguns anos de cativeiro, o povo de Alma escapou se refugiou na terra de Zaraenla.
Segundo o conteúdo do Livro de Mórmon, Alma também estabeleceu uma Igreja entre os mulequitas (povo de Zaraenla), sob autorização do rei Mosias (o pai do rei Benjamim). Posteriormente os mulequitas adotaram o nome de nefítas e Alma instituiu a Igreja em diversas cidades da terra de Zaraenla, foi chamado sumo-sacerdote da Igreja e guardião dos registros do povo de Néfi.
Seu filho Alma foi um rebelde opositor da Igreja, mas converteu-se e acabou por consagrado pelo pai para sucedê-lo como sumo-sacerdote e guardião das placas.